# Psilochorema embersoni
Psilochorema embersoni là một loài Trichoptera trong họ Hydrobiosidae. Chúng phân bố ở miền Australasia.